# Grkine
Grkine falu Horvátországban Kapronca-Kőrös megyében. Közigazgatásilag Szentgyörgyvárhoz tartozik.

## Fekvése
Szentgyörgyvártól 4 km-re északra a Drávamenti síkságon fekszik.

## Története
1890-ben 95, 1910-ben 197 lakosa volt. Trianonig Belovár-Kőrös vármegye Szentgyörgyi járásához tartozott. 2001-ben 158 lakosa volt.

## Külső hivatkozások
A község hivatalos oldala